# جمال جونز
جمال جونز (بالإنجليزية: Jamal Jones)‏ هو لاعب كرة قدم أمريكية أمريكي، ولد في 24 أبريل 1981 في واشنطن العاصمة في الولايات المتحدة.

## وصلات خارجية
- جمال جونز على موقع مرجع كرة القدم المحترفة.كوم (الإنجليزية)